# Young Hearts
Young Hearts is een Belgisch-Nederlandse coming of age-film uit 2024, geregisseerd en geschreven door Anthony Schatteman en zijn speelfilmdebuut.

## Verhaal
Elias (14) voelt zich aangetrokken tot zijn nieuwe buurjongen Alexander (14). Hij beseft al snel dat hij voor het eerst écht verliefd is. De gesprekken met zijn vrienden en familie brengen meer vragen dan antwoorden met zich mee. Verward door zijn ontluikende gevoelens, zoekt hij duidelijkheid en meer toenadering tot Alexander.

## Rolverdeling
| Acteur               | Personage |
| -------------------- | --------- |
| Lou Goossens         | Elias     |
| Marius De Saeger     | Alexander |
| Geert Van Rampelberg | Luk       |
| Emilie De Roo        | Nathalie  |
| Dirk Van Dijck       | Fred      |
| Saar Rogiers         | Valerie   |

## Productie
Na verscheidene korte films is dit het speelfilmdebuut van Schatteman, naar een scenario dat hij zelf schreef vanuit zijn eigen jeugdervaringen. De hoofdrollen worden vertolkt door twee nieuwkomers Lou Goossens en Marius De Saeger. De film is een productie van Polar Bear (Xavier Rombaut) in coproductie met het Nederlandse Family Affair Films en het Belgische Kwassa Films, met de steun van het Vlaams Audiovisueel Fonds (VAF), de Tax shelter-maatregel van de Belgische federale overheid via Mohow en The Netherlands Film Production Incentive. Kinepolis Film Distribution brengt de film in het najaar van 2024 uit in de Belgische bioscopen.
De filmopnames vonden plaats van 17 juli tot 28 augustus 2023, over heel België, maar vooral ook in Schattemans geboortedorp Wetteren.

## Release en ontvangst
Young Hearts ging op 17 februari 2024 in première op het Internationaal filmfestival van Berlijn in de "Generation Kplus"-sectie. De film kreeg positieve kritieken. De jonge hoofdrolspelers werden geprezen en vooral Lou Goossens werd een revelatie genoemd in zijn debuutrol.

## Prijzen en nominaties
De belangrijkste:
| Jaar | Festival                                | Categorie                           | Genomineerde(n)    | Uitslag     |
| ---- | --------------------------------------- | ----------------------------------- | ------------------ | ----------- |
| 2025 | Magritte du cinéma                      | Beste Vlaamse film                  | Beste Vlaamse film | Genomineerd |
| 2024 | Internationaal filmfestival van Berlijn | Generation Kplus Kristallen Beer    | Anthony Schatteman | Gewonnen    |
| 2024 | Internationaal filmfestival van Berlijn | Teddy Award                         | Anthony Schatteman | Genomineerd |
| 2024 | Pink Apple                              | Best Feature Special Mention Award  | Anthony Schatteman | Gewonnen    |
| 2024 | Schwule Filmwoche Freiburg              | Audience Award                      | Anthony Schatteman | Gewonnen    |
| 2024 | Seattle International Film Festival     | New Directors Award                 | Anthony Schatteman | Gewonnen    |
| 2024 | Filmfestival van Cannes                 | Écrans Junior – Prix des collégiens | Anthony Schatteman | Gewonnen    |